# Otto Rehhagel
Otto Rehhagel (Essen, 9 d'agost de 1938), és un exfutbolista i entrenador de futbol alemany. Juntament amb Helmut Schön, Ottmar Hitzfeld, Udo Lattek i Hennes Weisweiler, és un dels més exitosos entrenadors alemanys de la història. És especialment conegut per la seva etapa (2001-2010) com a entrenador de la selecció de Grècia, equip amb què va conquerir l'Eurocopa 2004 contra tot pronòstic. Aquesta sorprenent victòria li va valer el sobrenom de Rei Otto (en grec: βασιλιάς Όθων).
A Alemanya és conegut com a: Kind der Bundesliga (el nen de la Bundesliga), perquè a la Bundesliga, ostenta molts rècords, com el de major quantitat de victòries (387), major quantitat d'empats (205), major quantitat de derrotes (228), i els seus equips són els que han marcat més gols (1.473) i també els que més n'han rebuts (1.142).

## Carrera com a jugador
Otto Rehhagel va jugar a l'equip local Rot-Weiss Essen (1960–63), i després de l'inici de la Bundesliga amb el Hertha Berlin (1963–65), i fins al 1972 amb el Kaiserslautern. Com a jugador, era conegut com un implacable defensa, i disputà 201 partits a la Bundesliga.

## Carrera com a entrenador
De 2001 a juliol de 2010 va dirigir la selecció de Grècia, amb la qual va aconseguir l'èxit més gran de la seva història, en guanyar l'Eurocopa 2004 contra Portugal per 0-1. El 2009 va assolir de classificar-la pel Mundial 2010.